# Stephanogaster
Stephanogaster (лат.) — ископаемый род перепончатокрылых насекомых семейства Ephialtitidae (Stephanoidea) из подотряда стебельчатобрюхие. Юрский период, Казахстан и Китай.

## Описание
Мелкие и среднего размера ископаемые перепончатокрылые (длина около 1 см). Усики тонкие, состоят более чем из 20 члеников. Переднее крыло с развитыми 3r-m и 2m-cu, в то же время a1-a2 отсутствует. Заднее крыло с замкнутой r-ячейкой. Яйцеклад длиной примерно как брюшко. Найдены в ископаемых остатках юрского периода Казахстана (Каратау) и северо-восточного Китая, провинция Внутренняя Монголия (Daohugou Formation, около 160 млн лет).

## Систематика
Род Stephanogaster был впервые описан в 1975 году российским энтомологом А. П. Расницыным (Палеонтологический институт РАН, Москва) по ископаемым отпечаткам из Каратау (Казахстан). Включён в состав семейства †Ephialtitidae (Apocrita). Среди сестринских таксонов рассматриваются Acephialtitia, Cratephialtites, Ephialtites, Praeproapocritus, Proapocritus.

### Список видов
- †Stephanogaster brachyura Rasnitsyn, 1975[1]
- †Stephanogaster integra Li et al., 2019[2]
- †Stephanogaster longipalpa Rasnitsyn, 1975
- †Stephanogaster longipalpa Rasnitsyn, 1975
- †Stephanogaster ningchengensis Ding et al., 2013[3]
- †Stephanogaster pristinus Rasnitsyn and Zhang 2010[4]
- †Stephanogaster pyriformis Rasnitsyn, 1975
- †Stephanogaster rasnitsyni Ding and Zhang 2016[5]
- †Stephanogaster similis Rasnitsyn, 1975